# Kostel Navštívení Panny Marie (Lučany nad Nisou)
Římskokatolický farní kostel Navštívení Panny Marie v Lučanech nad Nisou je novorenesanční sakrální stavba. Od 26. července 1996 je kostel chráněn jako kulturní památka České republiky.

## Historie

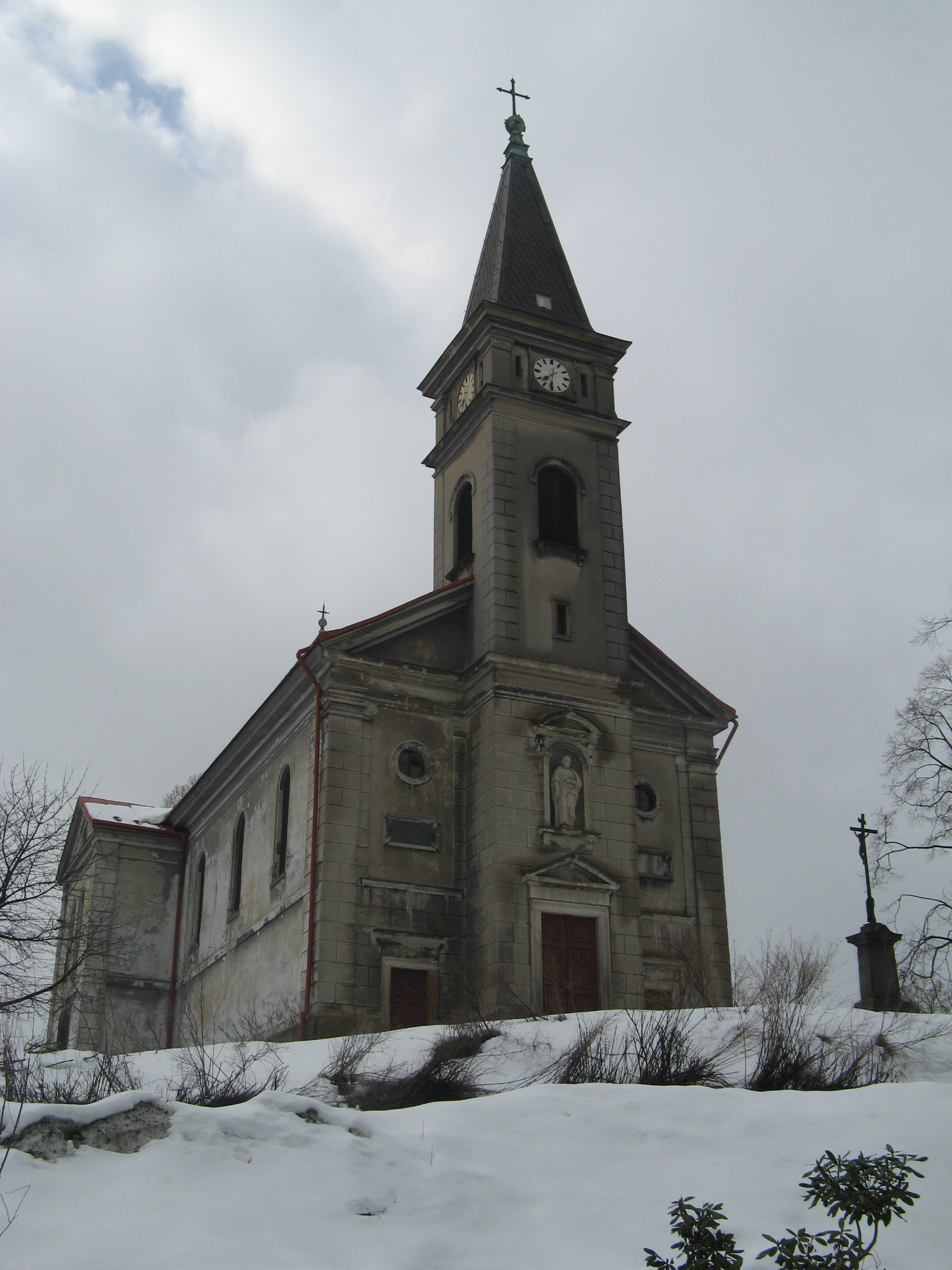
Průčelí kostela v Lučanech nad Nisou

Kostel byl postaven v letech 1886-1887. Vysvěcen byl v roce 1889.

## Architektura
Jedná se o pseudorenesanční stavbu na půdorysu řeckého kříže. V západním průčelí má věž. Po severní a po jižní straně presbytáře se nacházejí obdélné sakristie. Zařízení pochází z 19. století.